# Мики Маус
Мики Маус (на английски: Mickey Mouse) е американски рисуван герой, който се е превърнал в символ на The Walt Disney Company. Създаден е съвместно от Уолт Дисни и Уб Айуъркс през 1928 г., а озвучаван първоначално от Уолт Дисни. Човекоподобната мишка постепенно се превръща от обикновен анимационен и комиксов герой в един от най-разпознаваемите световни символи. Въпреки че Мики Маус се появява шест месеца по-рано, компанията „Walt Disney“ счита за негов рожден ден 18 ноември 1928 г., когато е пуснат филмът Steamboat Willie (това е първият озвучен анимационен филм на компанията). Днес Мики Маус е един от главните герои на Disney Channel. Заедно с други търговски (запазени) марки, като Coca-Cola и McDonald's е приеман като символ на глобализма на САЩ и северноамериканския начин на живот. В търговската дейност трите запазени марки много често се появяват заедно още от втората половина на миналия век до днес.

## Създаване и първа поява
Мики Маус първоначално е създаден като заместник на Освалд Щастливия заек (Oswald the Lucky Rabbit), по-ранна звезда, създадена от студиото на Дисни за Universal Pictures. Ранният външен вид на Мики всъщност до голяма степен прилича на този на Освалд. Когато Дисни поисква по-висок бюджет за своите филмчета за Освалд, той е уволнен, а от Universal наемат други художници да рисуват заека. Оттогава нататък Дисни винаги се старае да обезпечава правата на героите, които неговата компания създава.
За да може да оцелее компанията на Уолт и Рой Дисни, тя се нуждае от нови лица, които да се превърнат в звездите на техните кратки филмчета. Тъкмо тогава идеята за Мики идва в съзнанието на Уолт, който преди това е правил неми филмчета с мишки. Първоначално смята да кръсти героя си Мортимър Маус, но жена му го убеждава, че името звучало прекалено претенциозно, което кара Уолт Дисни да нарече героя си Мики. Името Мортимър по-късно е използвано за друг герой в сериите за Мики, чичото на Мини Маус.
Първата поява на Мики и Мини, неговата приятелка, във вестник е през 1923 година, а първата им поява в анимационното филмче Plane Crazy на 15 май 1928 г. Серията е сърежисирана от Уолт Дисни и Уб Айуъркс, като Айъуркс е и главният аниматор. Филмчето е създадено за 6 седмици.
Сюжетът на филмчето е сравнително прост – Мики се опитва да стане пилот, по подобие на Чарлз Линдберг. След като създава свой собствен самолет, той моли Мини да дойде с него на първия му полет, през който той на няколко пъти неуспешно се опитва да я целуне, накрая прибягвайки до сила, при което Мини скача с парашут от самолета. Разсеян от нея, Мики губи контрол над летателното средство, което става началото на дълъг неконтролиран полет, който е съпътстван от множество забавни ситуации и завършва с катастрофално приземяване. Вярва се, че кравата без характерните за героите на Дисни човешки черти, която за момент се явява пътник в самолета, е първообраз на кравата Кларабел.
Образът на Мики в това филмче е на пакостлив, влюбчив немирник. Plane Crazy не успява да впечатли критиците след първата си поява, а Дисни се проваля в опита си да намери дистрибутор. Въпреки обяснимото си разочарование, Уолт Дисни не се отказва от героя, в крайна сметка превръщайки го в световен символ.

## Комикси
Само две години след филмовия дебют на Мики Маус, на 13 януари 1930 г. излизат първите комикси в американските всекидневници. Повечето от комиксите са нарисувани от Флойд Готфредсън, като той заимства герои от анимациите (напр. Гуфи), но въвежда и нови, като Черният фантом, полицейският шеф О'Хара и Гама (известен още поради превода от различни езици като Ета-Бета или Ига-Бива (Eega Beeva)). През 40-те години се появяват и по-дълги истории с Мики Маус и свързаните с него герои в новопоявилото се списание „Walt Disney's Comics and Stories“.
Европейската продукция на комикси с герои на „Disney“ започва още през 30-те години, като се появяват местни комикси във Великобритания, Югославия, Италия и други. Италианските комикси успяват да се задържат на пазара и след войната, където вестник Toppolino (италианското име на Мики Маус) се превръща в по-голямо списание със същото име (излизащо и до днес), което позволява създаването на по-дълги истории.
През 1948 г. редакторът на датската издателска компания „The Gutenberghus Group“ (днес „Egmont“) Дан Фолке успява да сключи договор с „Walt Disney Productions“ за издаване на списания с комикси в Скандинавия (обикновено със заглавие „Доналд Дък“, тъй като този герой е по-популярен сред скандинавците от Мики Маус). По-късно се появява и списание „Мики Маус“ в Германия. През 60-те години „Egmont“ започва да изпитва недостиг на нови комикси поради малобройната продукция на комикси на „Дисни“ в САЩ. Поради това те искат и получават от „Disney“ разрешение за рисуване на нови истории, като един от първите автори, които се заемат със задачата е датчанинът Нилс Ридал. През годините работата на „Egmont“ се разраства и днес повечето нови истории с герои на „Disney“ са нарисувани и написани от автори, работещи за тях.
С времето образът на Мики Маус в комиксите се изменя: от 40-те вместо класическите си къси панталони той вече е облечен бяла риза и дълги панталони. От края на 90-те години насам в комиксите на „Егмонт“ вместо това се използва старото му облекло, но в италианските комикси все още се появява „модерния“ му вид.

## Обвинения на исляма срещу Мики Маус
На 18 септември 2008 саудитският духовен лидер шейх Мохамед ал Мунаджид в телевизионно обръщение заявява, че популярният анимационен герой „е воин на Сатаната и трябва да бъде убит“. Ислямът предписва унищожението на всички мишки (и изобщо гризачи), което включва и Мики Маус. Според Мухамед ал Мунаджид, Мики Маус подбужда снизхождение към мишките, което пречи на унищожаването им.

## Български дублаж
В дублажа на Александра Аудио е озвучен от Никола Колев, а след това се озвучава от певеца Теодор Койчинов, който го озвучава във „Всички обичат Мики“, „Почистване на часовника“, „Мики в Австралия“ и „Малката вихрушка“. След това през 2009 г. в дублажите на БНТ и Александра Аудио е озвучен от Георги Стоянов в „Приключения с Мики Маус“ и „Посмейте се“.